# Egeïsche muurhagedis
De Egeïsche muurhagedis (Podarcis erhardii) is een kleine hagedis uit de familie echte hagedissen (Lacertidae).

## Uiterlijke kenmerken
De Egeïsche muurhagedis is moeilijk te onderscheiden van de muurhagedis Podarcis muralis, maar heeft een relatief kleine en iets bredere kop. De mannetjes hebben in de paartijd een blauwe buik en groenige flanken en ook de vlektekening op de rug en flanken is wat helderder. Er zijn 21 ondersoorten die in uiterlijk kunnen verschillen. De lichaamslengte is ongeveer zeven centimeter, de staart is twee keer zo lang.

## Levenswijze
De hagedis is overdag actief en leeft voornamelijk op enige hoogte, zoals in planten en op muren. Op het menu staan kleine ongewervelden zoals insecten. De vrouwtjes zetten eieren af, per legsel worden één tot vijf eieren geproduceerd.

## Verspreiding en habitat
Deze hagedis komt voor in het zuidoosten van Europa en leeft in de landen Albanië, Bulgarije, Griekenland en Macedonië. De hagedis is aangetroffen op een hoogte van zeeniveau tot ongeveer 2000 meter boven zeeniveau.
De habitat bestaat uit open, rotsachtige plaatsen met enige vegetatie zoals ruïnes, steenhopen, kliffen, duinen en onder omgevallen bomen. Deze soort komt niet voor op Milos en bijbehorende eilanden omdat hij daar verdrongen is door de miloshagedis (Podercis milensis). Aan deze soort en aan de karsthagedis (Podarcis melisellensis) is de Egeïsche muurhagedis sterk verwant.

### Beschermingsstatus
Door de internationale natuurbeschermingsorganisatie IUCN is de beschermingsstatus 'veilig' toegewezen (Least Concern of LC).

## Naam en indeling
De wetenschappelijke naam van de Egeïsche muurhagedis werd voor het eerst voorgesteld door Jacques von Bedriaga in 1882 als Lacerta muralis subsp. fusca var. erhardii. De hagedis werd lange tijd tot de halsbandhagedissen uit het geslacht Lacerta gerekend maar dit wordt beschouwd als verouderd. De soortaanduiding erhardii is een eerbetoon aan de Duitse natuuronderzoeker D. Erhard. De hagedis wordt hierdoor ook wel Erhards muurhagedis genoemd.
Er worden 21 ondersoorten erkend, die voornamelijk verschillen in uiterlijk en verspreidingsgebied. De verschillende ondersoorten zijn in de onderstaande tabel weergegeven, met de auteur en het verspreidingsgebied.

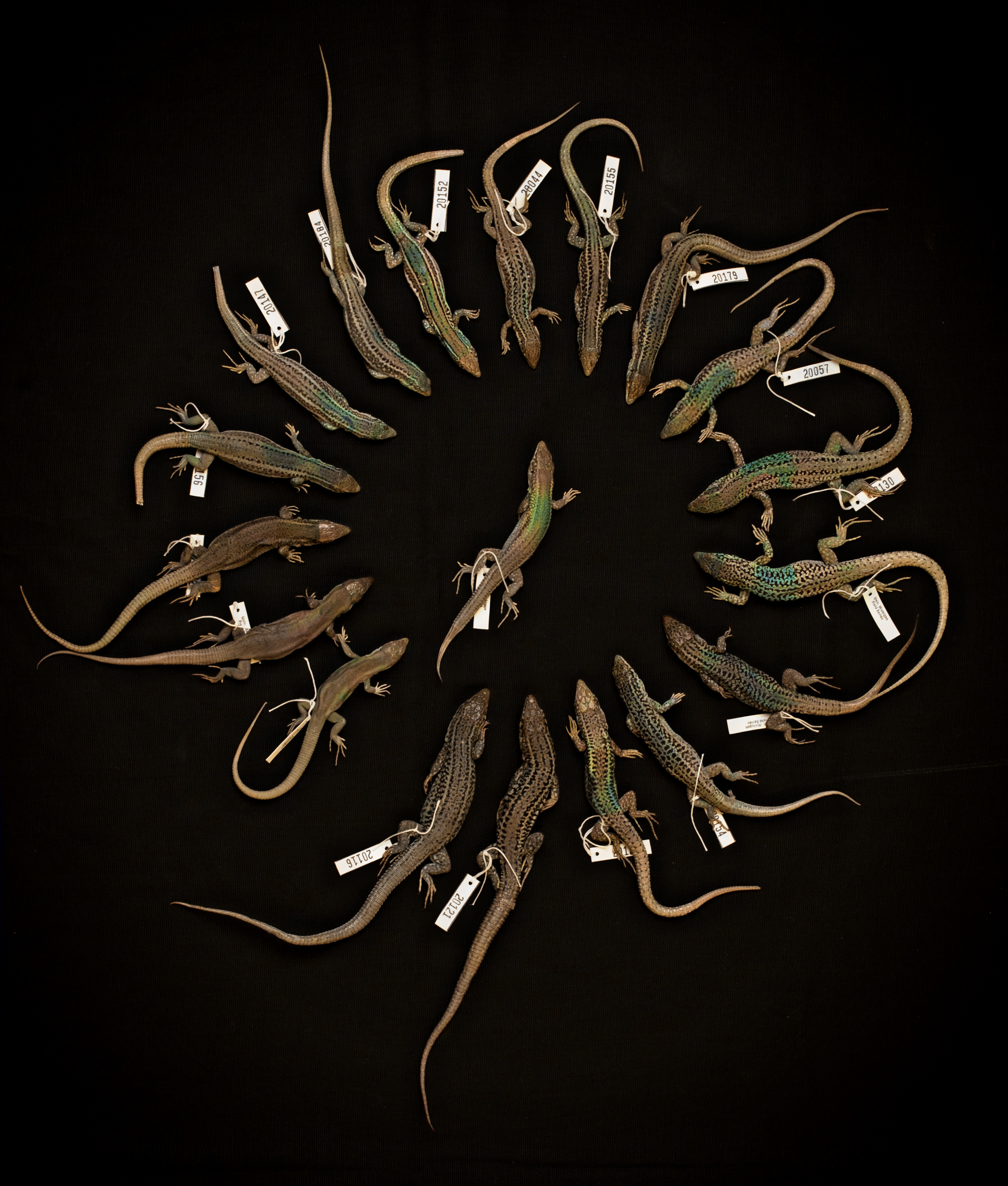
Verschillende kleurvormen van de Egeïsche muurhagedis.

| Naam                             | Auteur          | Verspreidingsgebied                  |
| -------------------------------- | --------------- | ------------------------------------ |
| Podarcis erhardii amorgensis     | Werner, 1933    | Amorgos                              |
| Podarcis erhardii biinsulicola   | Wettstein, 1937 | Makria                               |
| Podarcis erhardii buchholzi      | Wettstein, 1956 | Ktenia                               |
| Podarcis erhardii erhardii       | Bedriaga, 1882  | De rest van het verspreidingsgebied. |
| Podarcis erhardii kinarensis     | Wettstein, 1937 | Kinaros                              |
| Podarcis erhardii levithensis    | Wettstein, 1937 | Levitha                              |
| Podarcis erhardii livadiaca      | Werner, 1902    | Griekenland                          |
| Podarcis erhardii makariaisi     | Wettstein, 1956 | Haga Nikolaos                        |
| Podarcis erhardii megalophthenae | Wettstein, 1937 | Megalo Phthena                       |
| Podarcis erhardii mykonensis     | Werner, 1933    | Tinos                                |
| Podarcis erhardii naxensis       | Werner, 1899    | Griekenland                          |
| Podarcis erhardii ophidusae      | Wettstein, 1937 | Ofidusa                              |
| Podarcis erhardii pachiae        | Wettstein, 1937 | Pachia                               |
| Podarcis erhardii phytiusae      | Wettstein, 1937 | Phytiusa                             |
| Podarcis erhardii riveti         | Chabanaud, 1919 | ?                                    |
| Podarcis erhardii ruthveni       | Werner, 1930    | Griekenland                          |
| Podarcis erhardii subobscura     | Wettstein, 1937 | Tria Nisia                           |
| Podarcis erhardii syrinae        | Wettstein, 1937 | Syrina                               |
| Podarcis erhardii thermiensis    | Werner, 1935    | Kythnos                              |
| Podarcis erhardii thessalica     | Cyrén, 1938     | Griekenland                          |
| Podarcis erhardii zafranae       | Wettstein, 1937 | Megali Zafrana                       |